# Réminiac
Réminiac is een gemeente in het Franse departement Morbihan (regio Bretagne) en telt 341 inwoners (2005). De plaats maakt deel uit van het arrondissement Vannes.

## Geografie
De oppervlakte van Réminiac bedraagt 12,2 km², de bevolkingsdichtheid is 28,0 inwoners per km².
De onderstaande kaart toont de ligging van Réminiac met de belangrijkste infrastructuur en aangrenzende gemeenten.

## Demografie
Onderstaande figuur toont het verloop van het inwonertal (bron: INSEE-tellingen).

1. ↑  Populations de référence 2022.